# Gusl Haid
El Gusl Haid (en árabe: الغسل الحیض‎, romanizado: el Gus Al-Haiz) es el baño completo para las mujeres después de su periodo, regla o menstruación que es el sangrado normal que experimentan las mujeres, para este periodo en el islam hay unos mandatos y deberes para las mujeres musulmanes.
Según la doctrina islámica la sangre de este periodo es Nayes (Impuro).
Cuando la mujer está en periodo de menstruación, no Reza, ni ayuna, no es correcto tener relaciones sexuales, ni de hacer Tawâf, ni de tocar el Sagrado Corán, ni de entrar en ninguna mezquita.

## La menstruación (Haid)
La menstruación  (Haid)  es un sangrado natural de carácter mensual y se prolonga durante aproximadamente siete días, dependiendo del metabolismo de cada mujer.
La menstruación es una sangre que fluye de la matriz de la mujer en general todos los meses durante algunos días.
1. En general la sangre de menstruación es espesa y caliente, de color rojo o negro, y sale con potencia y con un poco de ardor.
2. La sangre que aparece en mujeres mayores de 60 años no se considera menstruación.
3. La sangre que aparece en una niña antes de cumpla los 9 años no es menstruación.
4. Una mujer embarazada o que está amamantando pueden tener una pérdida que sea menstruación (y si tiene sus características, la deben considerar como tal)…
5. El tiempo de menstruación no puede ser menor de 3 días ni mayor de 10 días. Si fuese algo menor a los 3 días no se considerará menstruación.
6. La mujer debe ver la sangre de la menstruación durante 3 días consecutivos. Si la viese 2 días y desapareciera el tercero para volver a aparecer al cuatro día, esto no se considerará menstruación.[1]

## Reglas acerca de la menstruación
1.Existen varios actos que son ilícitos para las menstruantes:
- Todas las devociones que requieran de la Ablución  (Wudu) , el Gusl o el Tayammum, como el Rezo (Salat). Pero podrá realizar aquellas devociones que no requieran de alguna de estas 3 cosas como el Rezo (Salat) del difunto.
- Ayunar.
- Todo lo que es ilícito para quien haya eyaculado  (Yunub)  es ilícito para la menstruante.
- Las relaciones sexuales.

2. Si en medio del Rezo  (Salat)  la mujer comienza a menstruar, dicha el Rezo (Salat) es inválida.
3. Después de que el período de una mujer haya terminado, ella debe hacer el Gusl Haid para las devociones que requieran la Ablución  (Wudu), el Gusl o el Tayammum.
4.Después de que el período de una mujer haya terminado, el divorcio y las relaciones sexuales están permitido antes de hacer el Gusl. Pero, es recomendable que el acto sexual sea hecho después de hacer el Gusl.
5. Todos los Rezos que la mujer no haya realizado durante su menstruación no harán falta recuperarlas. Pero deberá recuperar el ayuno de los días de Ramadán que no efectuó así como también, según precaución obligatoria, el ayuno que prometió hacer en un tiempo determinado.
6. En caso de que al cesar la menstruación no quedase tiempo para el Gusl, pudiéndose efectuar el Tayammum rápidamente, se deberá dejar de lado el Gusl y rezar con el Tayammum. Si no reza así, deberá recuperar el Rezo.
7.Si después de terminar el período, la mujer duda si le queda tiempo para rezar o no, deberá hacer el Rezo.

## Los métodos de realización del Gusl
Hay dos métodos para realizar el Gusl: 
1. El Gusl ordinal (Al-Tartibi);
2. El Gusl inmersión (Al-irtimasi).[4]

### El Gusl ordinal
El Gusl por ordinal se realiza de la siguiente manera: Poner en primera instancia la intención, lavar primero la cabeza y el cuello, luego la parte derecha del cuerpo y después la parte izquierda.

### El Gusl inmersión
El Gusl inmersión por inmersión se realiza tras la intención de ello; sumergiendo todo el cuerpo en el agua, por ejemplo, en una piscina, en una pileta o en una cascada. Sin embargo; es imposible hacer inmersión por inmersión debajo de una ducha.